# Gare de La Ferté-Bernard
Pour les articles homonymes, voir Gare de La Ferté.
La gare de La Ferté-Bernard est une gare ferroviaire française de la ligne de Paris-Montparnasse à Brest, située sur le territoire de la commune de La Ferté-Bernard, dans le département de la Sarthe, en région Pays de la Loire.
C'est une gare de la Société nationale des chemins de fer français (SNCF) desservie par les trains du réseau TER Pays de la Loire.

## Situation ferroviaire

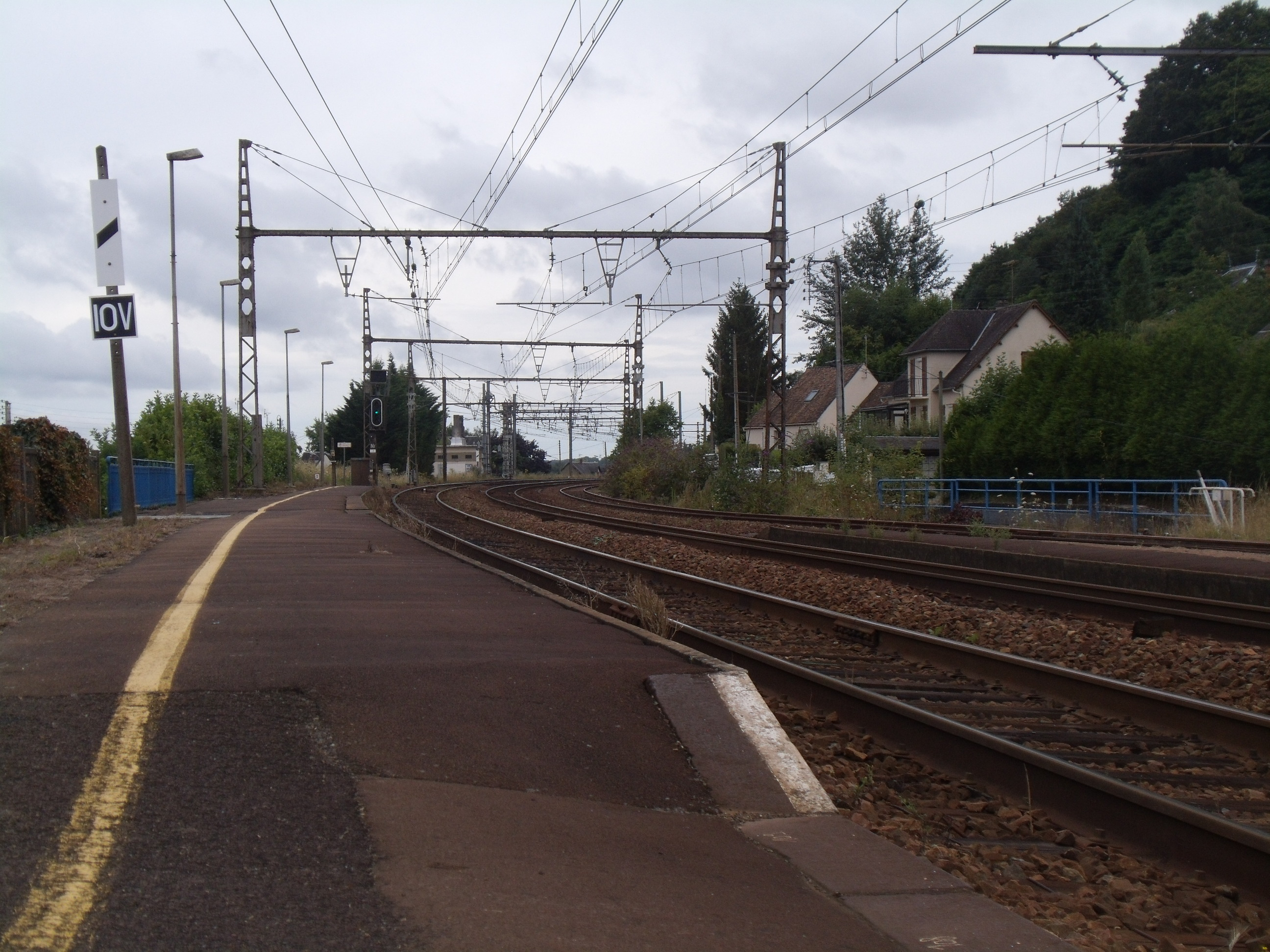
Les voies vers Le Mans.

Établie à 92 m d'altitude, la gare de La Ferté-Bernard est située au point kilométrique (PK) 169,025 de la ligne de Paris-Montparnasse à Brest, entre les gares ouvertes du Theil - La Rouge et Sceaux - Boëssé.

## Histoire
La Compagnie des chemins de fer de l'Ouest met en service la station de La Ferté-Bernard le 1er juin 1854 lors de l'ouverture du service voyageurs de sa ligne de Paris-Montparnasse à Brest jusqu'au Mans. Cette station dispose également des installations nécessaires pour les marchandises dont le service est ouvert quelques jours plus tard, le 20 juin.
En 2020, la gare subit des travaux et les deux quais sont réhaussés et rénovés. Le premier (direction Le Mans) est accessible aux PMR via une rampe construite en même temps. Les travaux se terminent en 2021.
Cette même année, le bâtiment voyageur subit un incendie volontaire. Les services proposés habituellement sont donc transféré dans un préfabriqué situé à proximité. Le bâtiment rénové est inauguré le 3 avril 2023,.
En 2025, la gare subit des travaux afin d'améliorer l'accès des voyageurs aux trains. Des ascenseurs seront installés sur chaque quais afin de rendre la gare entièrement accessible aux usagers en fauteuil roulant. De plus, le passage souterrain sera refait et des rampes pour vélos seront installés dans les escaliers. Un espace vert avec des bancs sera également créer au sud du bâtiment voyageur . Le projet a un coût total de 4 millions d'euros ,.

## Fréquentation
D'après les données partagées par la SNCF, la gare de La Ferté-Bernard est la troisième gare la plus fréquenté de Sarthe, derrière la gare du Mans et celle de Sablé-sur-Sarthe.
De 2015 à 2023, selon les estimations de la SNCF, la fréquentation annuelle de la gare s'élève aux nombres indiqués dans le tableau ci-dessous.
| Année                      | 2015    | 2016    | 2017    | 2018    | 2019    | 2020    | 2021    | 2022    | 2023    |
| -------------------------- | ------- | ------- | ------- | ------- | ------- | ------- | ------- | ------- | ------- |
| Voyageurs                  | 354 288 | 329 562 | 322 483 | 286 134 | 288 558 | 152 391 | 204 225 | 270 677 | 276 215 |
| Voyageurs et non voyageurs | 442 860 | 411 953 | 403 104 | 357 667 | 360 698 | 190 489 | 255 281 | 338 346 | 345 269 |

## Service des voyageurs

### Accueil
Elle est équipée d'un quai central et d'un quai latéral qui sont encadrés par trois voies, ainsi que de voies de service. Le changement de quai se fait par un passage souterrain.

### Dessertes
La gare de La Ferté-Bernard est desservie par les trains du réseau TER Pays de la Loire. Chaque jour de semaine, l'offre se décompose comme suit :
- 9 allers entre Paris et Le Mans et 11 retours (trains semi-directs) ;
- 1 aller-retour entre Chartres et Le Mans (omnibus) ;
- 7 allers-retours entre Le Mans et Nogent-le-Rotrou (omnibus pour la plupart).

Par les TER semi-directs, le temps de trajet est d'environ 25 minutes depuis Le Mans, 10 minutes depuis Nogent-le-Rotrou, 50 minutes depuis Chartres et 1 heure 50 minutes depuis Paris-Montparnasse.

## Galerie de photos

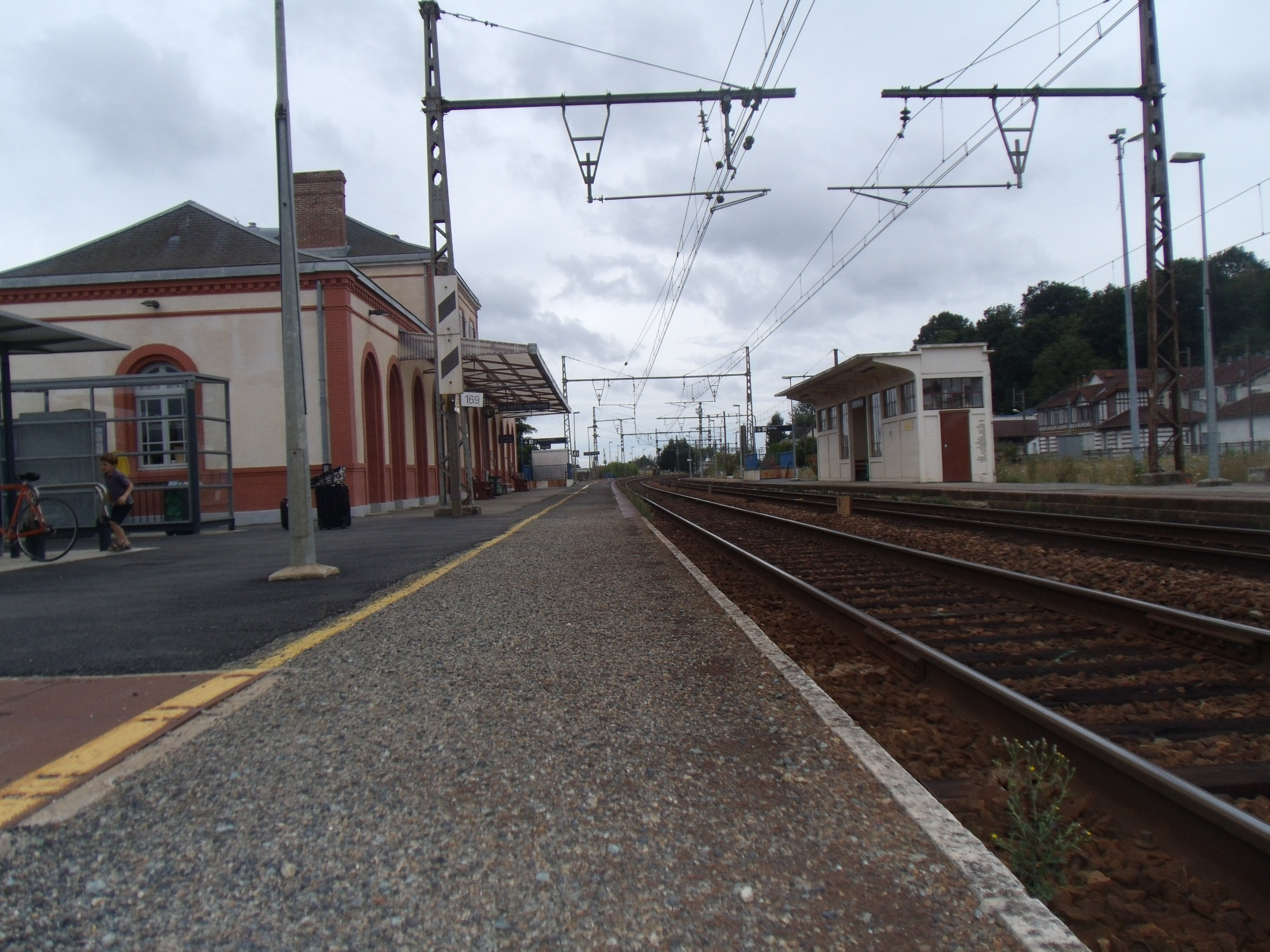
Vue vers Le Mans.
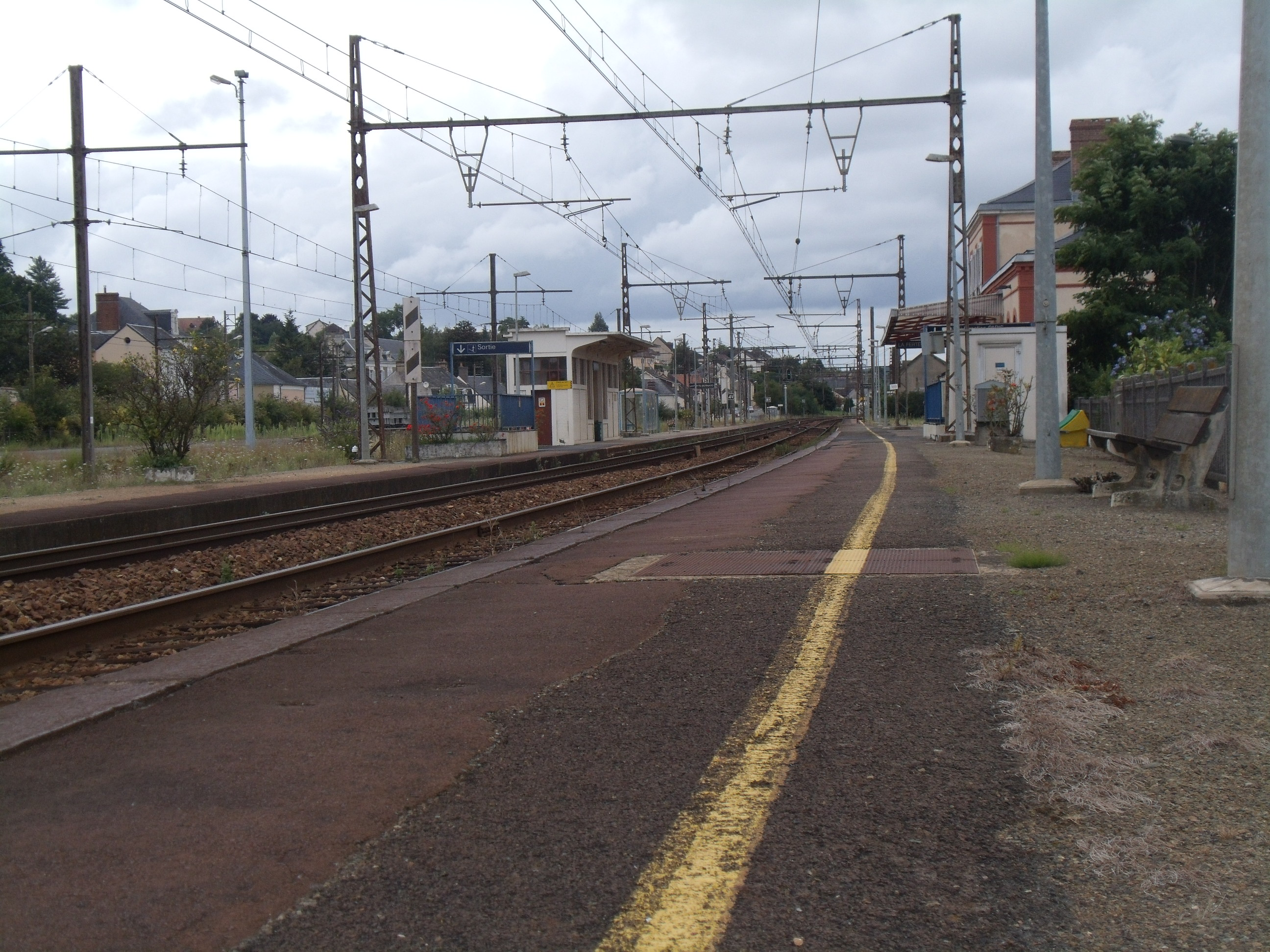
Vue vers Chartres.
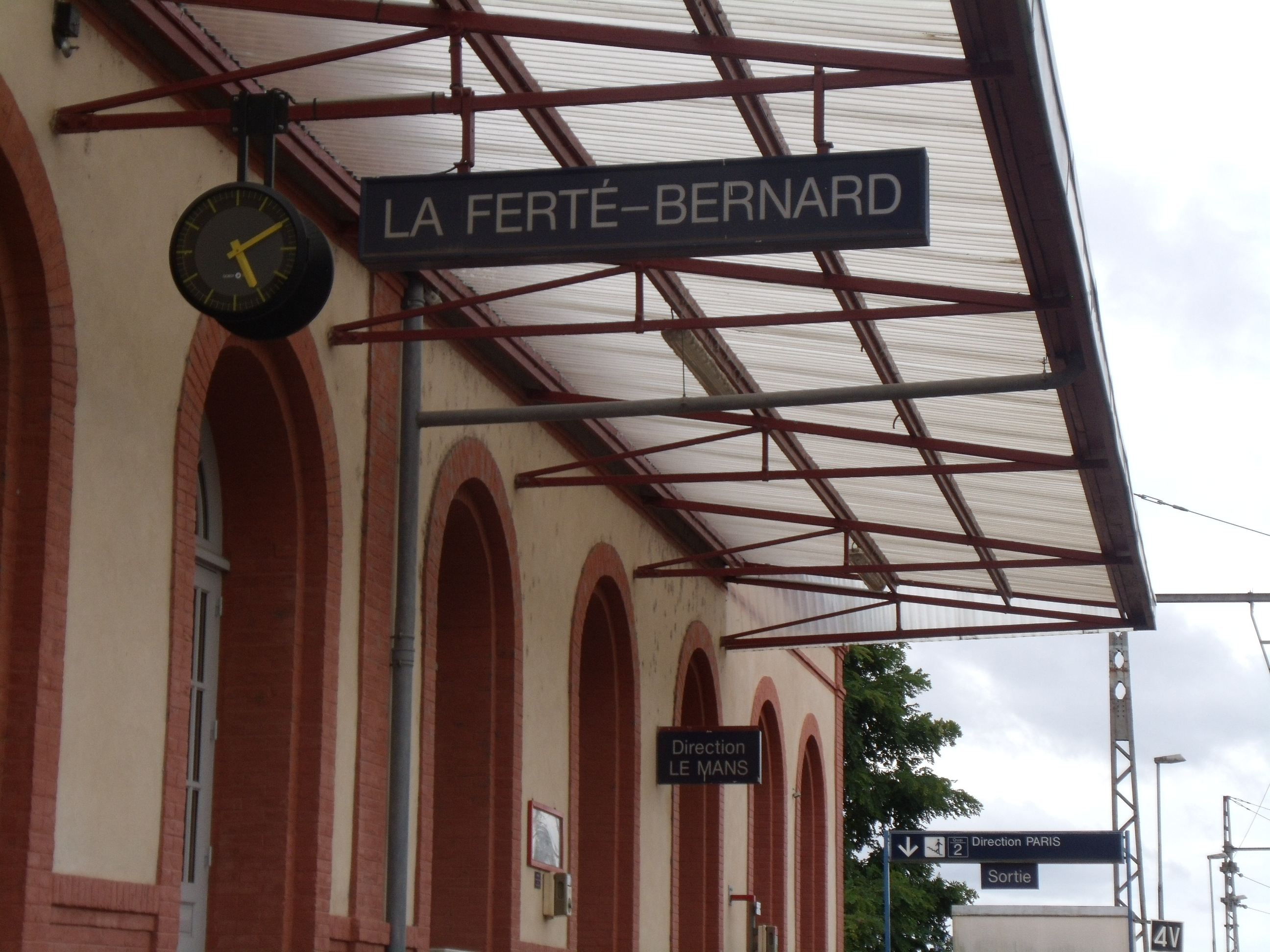
Panneau indiquant le nom de la gare.
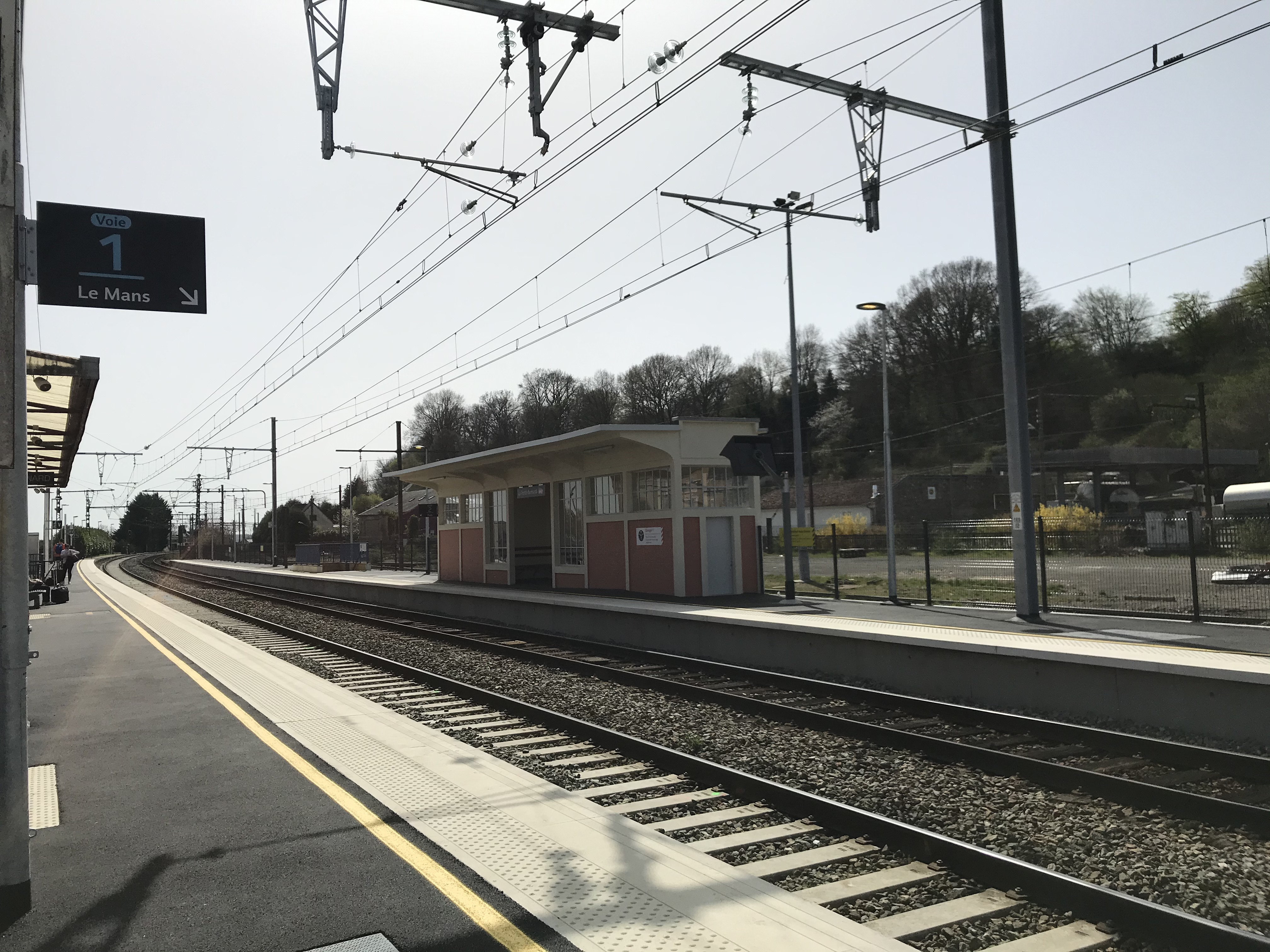
Les quais réhaussés en 2021. Les voies vers Le Mans.